# Semnopithecus hypoleucos
Semnopithecus hypoleucos är en primat i släktet hulmaner som förekommer i sydvästra Indien. Den listades tidigare som underart till Semnopithecus entellus och godkänns nu oftast som självständig art. Det svenska trivialnamnet Malabarlangur förekommer för arten.
Arten når en kroppslängd (huvud och bål) av 61 till 70 cm och en svanslängd av 85 till 92 cm. Vikten är 8,4 till 11,5 kg. Pälsen har på ryggen, extremiteterna och svansen en gråbrun färg. Händer och fötter är alltid svarta. Vid andra kroppsdelar är pälsen blek orangegul till vitaktig.
Denna primat lever i bergstrakten Västra Ghats i ett område som är cirka 35 000 km2 stort. Arten når där 1200 meter över havet. Regionen är täckt av tropiska regnskogar och andra skogar. Semnopithecus hypoleucos uppsöker även trädgårdar.
Individerna är aktiva på dagen och klättrar i växtligheten. Ibland kommer de ner till marken. Födan utgörs främst av blad. Dessutom äts frukter, unga växtskott och bark som kompletteras med några få insekter. De flesta flockar består antingen av en hanne, några honor och deras ungar eller av endast hannar. Ibland förekommer flockar med flera hannar och honor när alfahannens auktoritet minskar. Blandade flockar bildas av cirka 15 individer och ungkarlsflockar kan ha upp till 59 medlemmar. En ny alfahanne dödar ibland den andra hannens ungar.
Honor kan bli brunstiga under alla årstider men de flesta ungar föds mellan december och april. Ungarna dias i ungefär 20 månader. Hannen deltar i uppfostringen genom spel och skydd.
Arten jagas för köttets och för vissa kroppsdelars skull som används i den traditionella asiatiska medicinen. Ibland fångas ungdjur för att hålla de som sällskapsdjur. Även habitatförstöring är ett hot. IUCN listar Semnopithecus hypoleucos som sårbar (VU).